# Libengaia narcissus
Libengaia narcissus är en insektsart som beskrevs av Rauno E. Linnavuori 1969. Libengaia narcissus ingår i släktet Libengaia och familjen dvärgstritar. Inga underarter finns listade i Catalogue of Life.